# Niall McCormack
Niall McCormack, né en 1960 à Castlebar, dans le comté de Mayo en Irlande, est un peintre irlandais sourd. 

## Enfance
McCormack est sourd de naissance. En 1964, il a reçu son éducation spéciale à Mary Immaculate School for Deaf Children, en Stillorgan, le sud de la ville Dublin. Six ans plus tard, il est transféré à Christian Brothers, St. Joseph’s School for Deaf Boys, Cabra dans le nord de la ville de Dublin. 
Il a étudié le Dessin d'Architecture à Dublin Institute of Technology, Bolton Street, Dublin. Il a obtenu une place à l'étude de la Fondation du cours de l'Art à Dun Laoghaire École d'Art, Dublin en 1982 et a reçu un NCEA certificat en Enseignement visuel. En 1983, McCormack a étudié les beaux-arts, la peinture, au National College of Art and Design, à Dublin. Il a obtenu un NCAD diplôme en Peinture, en 1986, et d'un BA(Hons) en 1987. Il fut le premier élève sourd pour étudier les Beaux-arts à 
NCAD. Il a obtenu un diplôme en Gestion des Arts de l'université de Birkbeck, dans l'Université de Londres.
Il vit et travaille actuellement à Westport, Comté du Mayo. 

## Œuvre
- Towards Light de 2005
- Crux de 2008[2]
- Cross Village de 2009
- Bird Eye View de 2010